# Église Saint-Jacques de Bruges
Pour l’article homonyme, voir église Saint-Jacques.
L'église Saint-Jacques (en néerlandais : Sint-Jakobskerk) est un édifice religieux catholique de la ville de Bruges, en Belgique. Une chapelle Saint-Jacques du XIIe siècle qui devient église de la paroisse Sint-Jakobs, est agrandie et transformée au XVIe siècle et rénovée au XIXe. Cette église-halle de style gothique est située dans le quartier Steenstraatkwartier. 

## Histoire

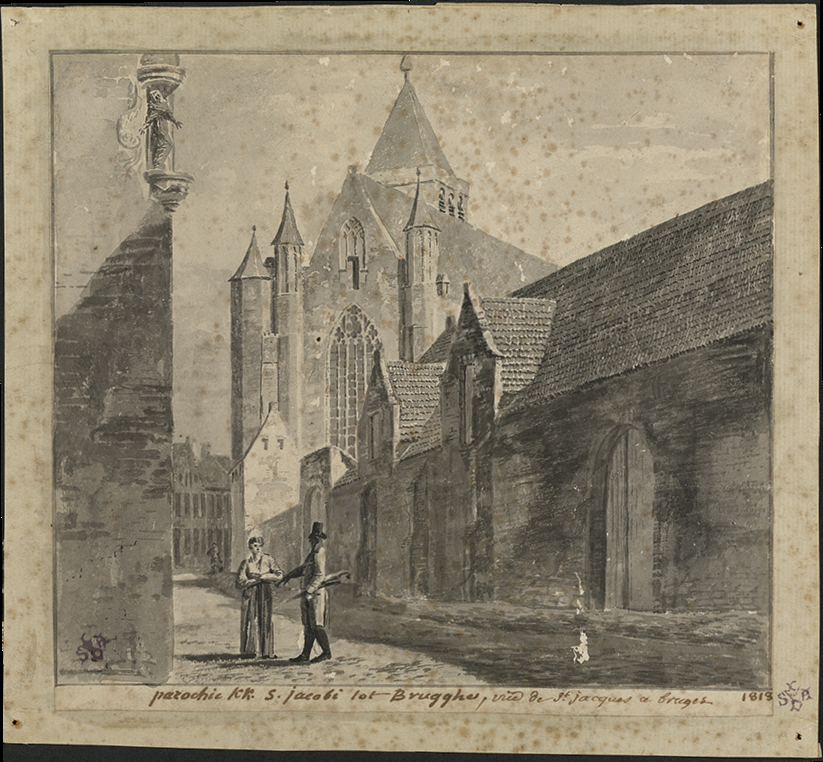
Église Saint-Jacques, dessin par Séraphin Vermote, 1813 (Groeningemuseum).

La paroisse de Saint-Jacques est fondée vers 1240, par séparation de la Cathédrale Saint-Sauveur de Bruges, et l'ancienne chapelle Saint-Jacques, située à l'angle de la 'Grauwwerkersstraat' et de la 'EzelStraat', devient l'église paroissiale. Cette chapelle cruciforme à nef unique datant du XIIe siècle, est aussi une halte pour les pèlerins de Compostelle. Les ducs de Bourgogne et les marchands étrangers - qui résidaient à proximité, dans le quartier des Loges - fréquentaient cette église. Leurs dons et largesses, ainsi que la richesse des guildes et patriciens (comme le montrent les nombreuses plaques commémoratives) ont contribué à une dotation exceptionnelle en œuvres d'art. 

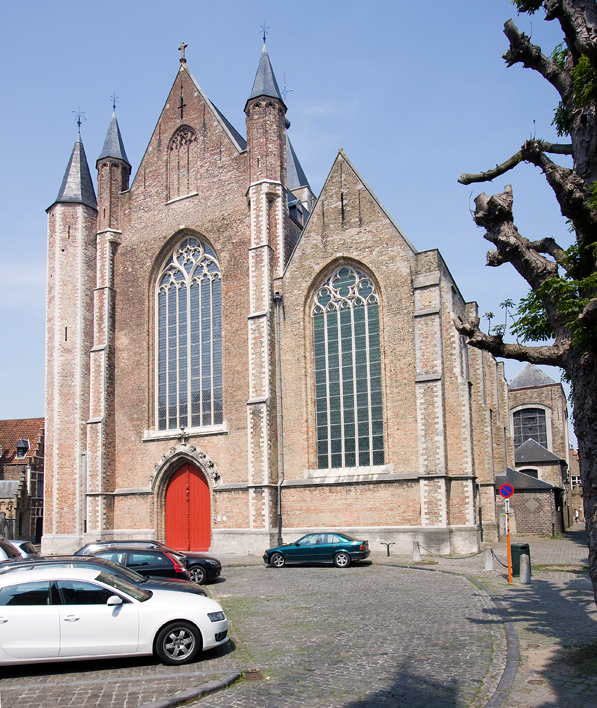
La façade Ouest de Sint-Jakobskerk.

La croisée du transept est le seul élément qui subsiste du XIIe siècle; les transformations ultérieures peuvent se résumer ainsi : la nef latérale nord, les chapelles latérales, ainsi que la voûte du chœur en bois datent du XIIIe siècle. Entre 1457-1512 des modifications et extensions importantes sont réalisées. L'église est agrandie pour devenir une église-halle gothique à trois nefs de même hauteur, et le clocher est rehaussé. Vers 1525-1530 la chapelle sud du chœur est construite par Ferry de Gros, le trésorier de l'ordre de la Toison d'or. Durant le mouvement iconoclaste en 1580, l'église est pillée. L'intérieur est restauré dans un style baroque. En 1894-1895, la façade ouest est restaurée et la porte d'entrée classique est remplacée par une néogothique.

## Intérieur
L'église est parfois décrite comme la « salle du trésor » de Bruges, à cause des nombreux objets d'art qu'elle contient. Ainsi, l'église abrite la Légende de sainte Lucie, due au maître anonyme dont le nom de convention est Maître de la Légende de sainte Lucie. Il y a également une Adoration des Mages sur le maître-autel, treize scènes représentant la vie de Jésus et de saint Jacques le Majeur, le mausolée, datant de 1544, de Ferry de Gros, une Madone à l’Enfant de Luca della Robbia, une statue de saint Jacques avec des pèlerins en route vers Saint-Jacques-de-Compostelle, du XVe siècle, et une tribune baroque de 1629. La grande chaire à prêcher, et une cuve de bois sculptée datent de l'époque baroque. 
L'église est également importante pour la musique. Un orgue de Louis Benoit Hooghuys, installé en l’année 1869, a été restauré. Il est posé sur le jubé, un grand édicule en marbre noir et blanc qui ferme la vue sur le chœur. Des concerts sont donnés dans l'église, notamment dans le cadre du Festival de musique ancienne de Bruges. L'église contient également un ex-voto, peint par Pierre Pourbus en 1578, montrant Zeghere van Male et sa famille ; Zeghere van Male, un riche marchand de Bruges, a recueilli un ensemble de chanson, appelé le Chansonnier de Zeghere van Male.

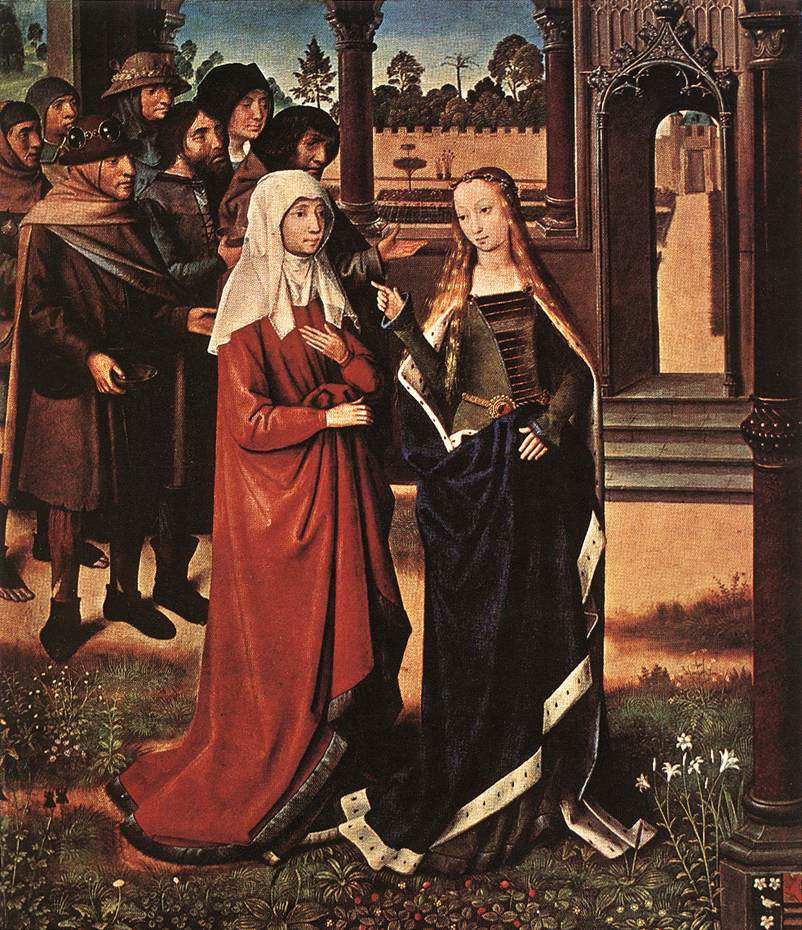
Maître de la Légende de sainte Lucie, Légende de sainte Lucie (1480). Partie gauche.
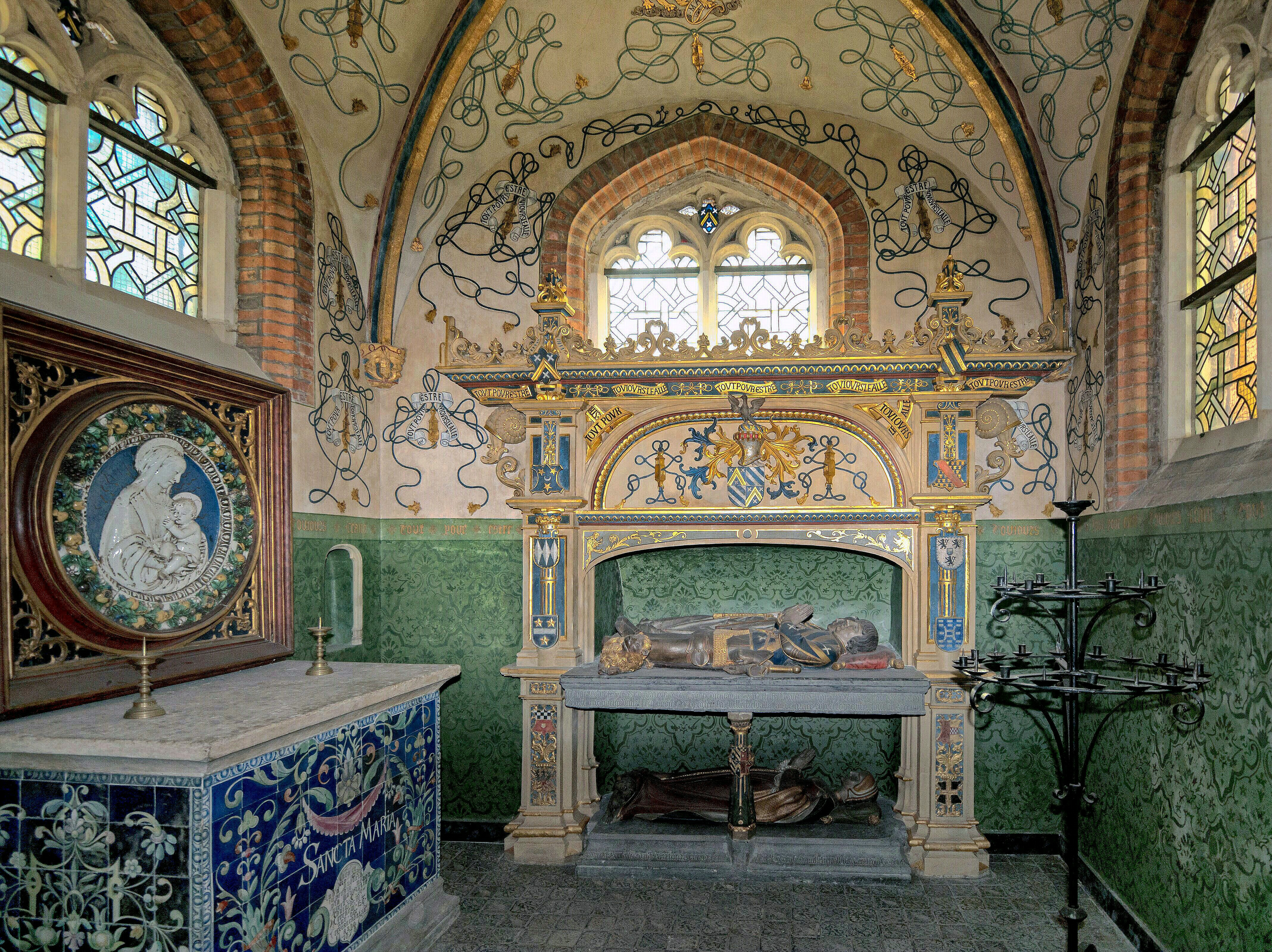
Chapelle de Ferry de Gros.
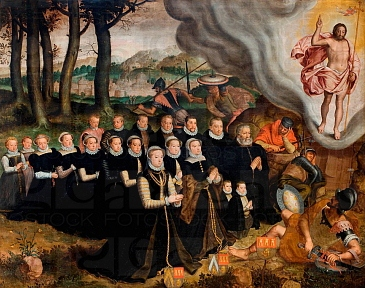
Pierre Pourbus, Ex-voto de Zeghere van Male et sa famille (1578).

## Culte
Depuis 2008, le Mouvement Saint-Michael, une initiative de jeunes catholiques, utilise cette église pour le culte. Chaque samedi, ils y célèbrent l'Eucharistie. 